# سیارک ۱۷۵۶۲۹
سیارک ۱۷۵۶۲۹ (به انگلیسی: 175629 Lambertini، نامگذاری:2007SX1) صد و هفتاد و پنج هزار و ششصد و بیست و نهمین سیارک کشف شده‌است که در ۱۹ سپتامبر ۲۰۰۷ کشف شد.